# Microsoft Surface
Microsoft Surface – linia urządzeń komputerów hybrydowych, laptopów oraz elektronicznych tablic multimedialnych. Pierwszy produkt został zaprojektowany i sprzedawany przez firmę Microsoft. Urządzenie zostało ogłoszone przez CEO Microsoftu Steve’a Ballmera na imprezie w Los Angeles w dniu 18 czerwca 2012.

## Linie produktów
Rodzina produktów Surface dzieli się na osiem głównych linii: 
- Surface – linia komputerów hybrydowych wyróżniająca się technologią PixelSense[2].
- Surface Go – „budżetowa” linia komputerów hybrydowych, z odczepianą klawiaturą oraz rysikiem surface pen sprzedawanych osobno jako akcesorium dodatkowe.
- Surface Pro – linia komputerów hybrydowych, z odczepianą klawiaturą oraz rysikiem surface pen sprzedawanych osobno jako akcesorium dodatkowe.
- Surface Laptop Go – laptop zaprezentowany przez firmę Microsoft w październiku 2020 roku,  Laptop Go jest tańszym odpowiednikiem dla droższych laptopów firmy[3].
- Surface Laptop – 13,5 bądź 15 calowy laptop[4], standardowo działający pod kontrolą systemu Windows 10S[5].
- Surface Book – laptop umożliwiający odczepienie ekranu od podstawy urządzenia.
- Surface Studio – 28 calowy komputer typu All-in-one, z funkcją pochylania ekranu do przodu, który pod maksymalnym kątem rozszerzenia umożliwia swobodne rysowanie po ekranie rysikiem Microsoft Stylus[6].
- Surface Hub – duża dotykowa, interaktywna tablica zaprojektowana z myślą o współpracy w firmach i szkołach[7].

## Surface RT
Jest to wersja oparta na procesorze ARM (Nvidia Tegra 3) i systemie Windows RT. Posiada 2 GB pamięci RAM. Za dodatkową opłatą można nabyć do niego klawiaturę, która pełni również funkcję osłony na ekran.

## Surface Pro
Oparty jest na procesorze Intel Core i5-3317U, posiada system Windows 8 i ekran w rozdzielczości 1920 × 1080 pikseli i dysk SSD o wielkości 64, 128 lub 256 GB.

## Surface 2
Oparty na procesorze ARM NVIDIA Tegra 4 i system Windows RT. Posiada 2 GB pamięci RAM, ekran 1920 × 1080 pikseli, dwa aparaty fotograficzne o rozdzielczości 5 i 3,5 megapikseli.

## Surface Pro 2
Oparty na procesorze Intel Core i5. Posiada zainstalowany system Windows 8.1 Pro, 4 lub 8 GB pamięci RAM, ekran 1920 × 1080 pikseli, dwa aparaty fotograficzne o rozdzielczości 720p.

## Surface Pro 3
Jest dostępny w pięciu wersjach, wszystkie oparte są na procesorach Intel i3, i5 lub i7, posiada 64, 128, 256 lub 512 GB pamięci wewnętrznej i 4 lub 8 GB pamięci RAM, zainstalowano w nim ekran 12 cali, 2160 × 1440 pikseli, posiada dwa aparaty 5 Mpx.

## Surface Pro 4
Jest dostępny w sześciu wersjach, posiada zainstalowany system Windows 10 Pro. Wszystkie oparte są na procesorach Intel m3, i3, i5 lub i7, posiada 128, 256 lub 512 GB pamięci wewnętrznej i 4, 8 lub 16 GB pamięci RAM, zainstalowano w nim ekran 12,3 cali, 2736 × 1824 pikseli, posiada dwa aparaty – 5 Mpx z przodu oraz 8 Mpx z tyłu.